# غولسن
غلسن (بالألمانية: Golßen) هي مدينة و بلدة ألمانية تقع في ألمانيا في براندنبورغ.[بحاجة لمصدر]  يقدر عدد سكانها بـ 2,746 نسمة .